# Баб'як Володимир Степанович
Володимир Степанович Баб'як (6 липня 1978, с. Глинна, Україна — 31 березня 2022, біля с. Богородичне, Україна) — український військовик, молодший сержант Збройних сил України, учасник російсько-української війни. Почесний громадянин міста Тернополя (2022, посмертно).

## Життєпис
Володимир Баб'як народився 6 липня 1978 в селі Глинні, нині Козівської громади Тернопільського району Тернопільської области України.
Служив старшим оператором протитанкового відділення взводу вогневої підтримки аеромобільної десантної роти.
Загинув 31 березня 2022 року у важких бойових умовах біля с. Богородичне на Донеччині. Похований 5 квітня 2022 року на кладовищі біля с. Довжанка Тернопільського району.
Залишилась дружина та маленька донечка Софійка.

## Нагороди
- Орден «За мужність» III ступеня (30 квітня 2024, посмертно) — за особисту мужність, виявлену у захисті державного суверенітету та територіальної цілісності України, самовіддане виконання військового обов'язку[1].
- почесний громадянин міста Тернополя (22 серпня 2022, посмертно)[2].